# Маттур
Матту́р (канн. ಮತ್ತೂರು, санскр. मत्तूरु) — деревня недалеко от города Шимога в южноиндийском штате Карнатака. Расположена на берегу реки Тунга. Известна как центр изучения санскрита. Некоторые деревенские семьи используют санскрит как язык повседневного общения.
Маттур также известен своей школой по изучению Вед и веданты. Деревенская ведантическая школа является одной из редких в Индии школ, где преподаётся философия адвайта-веданты Шанкары в своей изначальной форме. На другом берегу реки Тунга расположена деревня-близнец Хосахалли, которая разделяет практически все черты Маттура. Маттур и Хосахалли также известны тем, что в них сохранился уникальный карнатический песенный и повествовательный жанр Гамака.